# 福岡市立博多中学校
福岡市立博多中学校（ふくおかしりつはかたちゅうがっこう）は、福岡県福岡市博多区対馬小路に位置する公立の中学校。

## 概要
ドーナツ化現象で博多地区の人口が減少したことにより、1983年に博多第一中学校（一中）と博多第二中学校（二中）が1つに統合され開校。校章は一中と二中の校章を合わせたデザインを採用。
「博多の伝統と心を受け継ぎ、世界に羽ばたく生徒の育成」を教育目標とし、「知・仁・勇」（『中庸』の三徳）を校訓とする。「知」は切磋琢磨し豊かな知性を身につけること、「仁」は礼節を重んじ優しさと思いやりの心を持つこと、そして「勇」は健康で勇気と逞しく生きる力を持つことを意味する。また同一の校区である博多小とともに、「『博多の心』を受け継ぎ、21世紀に夢や希望を抱きながら生きる子どもの育成」も教育目標に掲げる。
1965年に博多一中で始まった立志式は、元服・裳着の年齢にちなんで2年生全員が参加する行事。自分の将来についての作文を書き、冊子「立志録」としてまとめ、代表として数名が壇上で発表する。これは橋本左内の『啓発録』に由来する。
春季におこなわれる運動会では、総合学習時間を利用して製作した博多祇園山笠の舁き山笠を生徒たちが舁いてタイムを競うプログラムが組まれている。製作には地域の父兄会「はっぱの会」が協力している。また、2008年からは、追い山の当日などを休校とし、生徒や教職員が山笠の行事に参加。各流に加わらない生徒らも市民ボランティアとして協力する。
秋季の修学旅行では沖縄を訪れ、班別で民泊をする。
また秋季には、福岡市民センターで合唱コンクールが行われ、合唱コンクールの後には30kmの道を歩いて志賀島まで行く、30km鍛練遠足も行われる。

## 沿革

### 博多第一中学校
- 1947年　大浜小学校の校舎を借りて開校
- 1948年　教室不足のため生徒の一部を奈良屋小学校に移しての分散授業をはじめる
- 1949年　冷泉・奈良屋小学校区の生徒を博多第二中学校へ移す
- 1950年　校舎落成
- 1959年　学区外の新校舎へ移転（場所は現在の市立福岡中学校の立地）
- 1965年　立志式をはじめる
- 1983年　閉校

### 博多第二中学校
- 1949年　博多第一中学校から分離（奈良屋小学校校舎にて）
- 1951年　新校舎へ移転（場所は現在の博多中学校の立地）
- 1983年　閉校

### 博多中学校
- 1983年　博多第一中学校・博多第二中学校を統合して開校

## 学区
中洲1丁目、中洲2丁目、中洲3丁目、中洲4丁目、中洲5丁目、中洲中島町、上川端町、下川端町、店屋町、冷泉町、祇園町、築港本町、神屋町、奈良屋町、綱場町、対馬小路、古門戸町、須崎町、上呉服町、中呉服町、下呉服町、御供所町、博多駅前一丁目4番から10番まで、11番(13号～18号)、12番(8号～17号)、23番(1号～24号、26号～終)、24番(6号～15号)及び25番～31番、石城町、大博町、沖浜町（博多小学校の学区と同一）。

## 所在地
- 福岡県福岡市博多区対馬小路13番40号

## 著名な卒業生
- 大村雅朗 - 作曲家、編曲家、キーボーディスト。博多第二中学校時代。
- 秋山エリカ - 新体操選手・指導者。ロサンゼルス・ソウル五輪代表。博多第二中学校時代。
- 小松政夫 - 喜劇俳優、コメディアン 、タレント。
- 長谷川法世 - 漫画家。
- 進千賀子 - 女優。
- 土谷悠芸 - バレーボール、つくばユナイテッドSun GAIA。
- 高田久徳 - 東京理科大学イノベーション・キャピタル株式会社代表取締役、 東京理科大学客員教授。